# Chemical Research in Toxicology
Chemical Research in Toxicology is een wetenschappelijk tijdschrift met peer review, dat wordt uitgegeven door de American Chemical Society. De naam wordt gewoonlijk afgekort tot CRT of Chem. Res. Toxicol. Het tijdschrift publiceert onderzoek uit de toxicologie.
Chemical Research in Toxicology werd opgericht in 1988. In 2017 bedroeg de impactfactor van het tijdschrift 3,432.